# فربيون شجيري
الفربيون الشجيري (باللاتينية: Euphorbia arbuscula) نوع نباتي يتبع جنس الفربيون من الفصيلة اللبنية.
موطنه جزيرة سقطرى في اليمن.